# Yamaha VR46 Master Camp
Das Yamaha VR46 Master Camp Team ist ein Motorradsport-Team, welches auf dem 2016 gegründeten VR46 Master Camp Valentino Rossis basiert. Zunächst nur als mehrtägiges Trainingslager geplant, entwickelte sich daraus seit 2017 ein festes Rennteam.
2023 wird das Team mit dem Spanier Manuel González und dem Japaner Kohta Nozane in der Moto2-Klasse der Motorrad-Weltmeisterschaft antreten. Darüber hinaus bestreitet es die Moto2-Europameisterschaft als Yamaha Philippines Stylobike Racing mit Marco Tapia, Harrison Voight und McKinley Kyle Paz.

## Team-WM-Ergebnisse
| Saison | Klasse | Hersteller | Fahrer          | Nr. | 1        | 2           | 3           | 4         | 5          | 6       | 7           | 8           | 9           | 10                     | 11          | 12                     | 13         | 14         | 15        | 16             | 17         | 18         | 19       | 20       | 21       | Punkte | Rang |
| ------ | ------ | ---------- | --------------- | --- | -------- | ----------- | ----------- | --------- | ---------- | ------- | ----------- | ----------- | ----------- | ---------------------- | ----------- | ---------------------- | ---------- | ---------- | --------- | -------------- | ---------- | ---------- | -------- | -------- | -------- | ------ | ---- |
| 2021   | Moto2  | Kalex      |                 |     | Katar    | Katar       | Portugal    | Spanien   | Frankreich | Italien | Katalonien  | Deutschland | Niederlande | Steiermark             | Osterreich  | Vereinigtes Konigreich | Aragonien  | San Marino | USA-Texas | Emilia-Romagna | Portugal   | Valencia   |          |          |          | 0      | –    |
| 2021   | Moto2  | Kalex      | Keminth Kubo    | 81  |          |             |             |           |            |         | 26          |             |             |                        |             |                        |            |            |           |                |            |            |          |          |          | 0      | –    |
| 2022   | Moto2  | Kalex      |                 |     | Katar    | Indonesien  | Argentinien | USA-Texas | Portugal   | Spanien | Frankreich  | Italien     | Katalonien  | Deutschland            | Niederlande | Vereinigtes Konigreich | Osterreich | San Marino | Aragonien | Japan          | Thailand   | Australien | Malaysia | Valencia |          | 92,5   | 11.  |
| 2022   | Moto2  | Kalex      | Manuel González | 18  | 20       | 18          | 14          | 13        | 5          | 16      | 11          | 20          | 9           | 12                     | 9           | 11                     | DNF        | DNF        | DNF       | DNS            | 25         | 5          | 5        | 6        |          | 92,5   | 11.  |
| 2022   | Moto2  | Kalex      | Stefano Manzi   | 62  |          |             |             |           |            | 13      | 10          |             | 16          |                        |             |                        |            |            |           |                |            |            |          |          |          | 92,5   | 11.  |
| 2022   | Moto2  | Kalex      | Keminth Kubo    | 81  | 23       | DNF         | 19          | DNS       | 12         | WD      | INJ         | 22          | INJ         | DNF                    | 21          | 23                     | DNF        | DNF        | DNF       | 18             | 9          | DNF        | 16       | 17       |          | 92,5   | 11.  |
| 2023   | Moto2  | Kalex      |                 |     | Portugal | Argentinien | USA-Texas   | Spanien   | Frankreich | Italien | Deutschland | Niederlande | Kasachstan  | Vereinigtes Konigreich | Osterreich  | Katalonien             | San Marino | Indien     | Japan     | Indonesien     | Australien | Thailand   | Malaysia | Katar    | Valencia | –      | –    |
| 2023   | Moto2  | Kalex      | Kohta Nozane    | 5   |          |             |             |           |            |         |             |             |             |                        |             |                        |            |            |           |                |            |            |          |          |          | –      | –    |
| 2023   | Moto2  | Kalex      | Manuel González | 18  |          |             |             |           |            |         |             |             |             |                        |             |                        |            |            |           |                |            |            |          |          |          | –      | –    |